# Cuphodes diospyri
Cuphodes diospyri är en fjärilsart som beskrevs av Lajos Vári 1961. Cuphodes diospyri ingår i släktet Cuphodes och familjen styltmalar. Inga underarter finns listade i Catalogue of Life.